# Ulf Tostesson
Ulf Tostesson var enligt de isländska sagorna jarl och son till den legendariske vikingen Skoglar-Toste och bror till den historiskt omtvistade Sigrid Storråda. Genom sonen Ragnvald Ulfsson, jarl av Västergötland, påstås han ha varit farfar till Stenkil av Svitjod som blev vald till kung efter Emund den gamles död. Ulf ska ha varit gift med Ingeborg.